# Ngôi nhà số 300 Kim Mã
Ngôi nhà số 300 Kim Mã là một ngôi nhà toạ lạc tại số 300 phố Kim Mã, phường Giảng Võ, Hà Nội. Khởi công từ năm 1987 và khánh thành vào năm 1991, ngôi nhà được xây dựng bởi Chính phủ Bulgaria để làm trụ sở Đại sứ quán và nhà riêng của Đại sứ. Dù vậy, công trình đã bị bỏ hoang suốt 33 năm và trở thành chủ đề của nhiều câu chuyện truyền thuyết, cho rằng đây là một ngôi nhà ma. Hiện nay, ngôi nhà đã được trao trả lại cho Chính phủ Việt Nam và quản lý bởi Bộ Ngoại giao Việt Nam.

## Lịch sử
Trong quá khứ, vị trí của ngôi nhà từng tồn tại một miếu thần Đức Thánh Linh Lang nhưng sau đó dưới thời chiến tranh Việt Nam thì bị phá dỡ. Sau năm 1975, khu đất xác định tại số 300 phố Kim Mã, phường Kim Mã, quận Ba Đình, Hà Nội và được Ủy ban hành chính thành phố Hà Nội (nay là Uỷ ban nhân dân thành phố Hà Nội) cấp cho Bộ Ngoại giao Việt Nam năm 1977 để lập trụ sở làm việc. Tuy nhiên sau hiệp định giữa Chính phủ Bulgaria và Chính phủ Việt Nam được ký vào ngày 14 tháng 12 năm 1982 về việc trao đổi đất, mua và xây dựng các ngôi nhà thì khu đất đã được dùng để xây trụ sở Đại sứ quán và nhà riêng của Đại sứ Bulgaria, thuê trong 99 năm. Đến năm 1986, Uỷ ban hành chính thành phố quyết định thu hồi lại khu đất và năm 1987 Cục Phục vụ Ngoại giao đoàn của Bộ Ngoại giao Việt Nam bàn giao khu đất này cho Đại sứ quán Bulgaria. Chính phủ Bulgaria sau đó đã ký hợp đồng với Binh đoàn 11, Tổng cục Hậu cần để tiến hành xây dựng ngôi nhà dựa trên nền của một căn nhà thời Pháp để lại tại thời điểm và công trình được hoàn thành vào năm 1991. Dù vậy, sau khi xây dựng xong, ngôi nhà đã không được sử dụng và bị bỏ hoang suốt 27 năm (tính đến 2018).

## Kiến trúc
Ngôi nhà có diện tích 1307m2 trên nền đất rộng 3243m2, được xây dựng theo kiến trúc Đông Âu cổ điển với thiết kế hình chữ U gồm ba khối nhà, trong đó khối nhà chính có lối hành lang dẫn thẳng vào khu sảnh. Ngôi nhà có hai mặt tiền rộng gần 100 m, một mặt giáp với phố Kim Mã, mặt khác giáp với phố Vạn Bảo; nằm ở vị trí "đắc địa" của thành phố. Khu nhà này cao ba tầng và có kết cấu kiên cố, bên trong là các căn phòng lớn như phòng làm việc, hành lang, cầu thang, bể bơi, lối đi, khuôn viên cây xanh, tường rào bao quanh,... Phía bên ngoài ngôi nhà được bao bọc bởi những bức tường mà sau này đã bị vẽ bậy lên và ba cái cổng sắt hướng về phía phố Kim Mã. Trong phong thủy, ngôi nhà này được nhận xét là có thiết kế hoàn toàn bế khí, với hiên và cột đỡ "đâm thẳng vào trong, giống như chiếc quan tài", bên cạnh đó là cây cối và cỏ dại trong khuôn viên mọc um tùm và không được cắt tỉa, cộng thêm những hàng rào sắt nhọn hoen gỉ khi đó đã tạo cho ngôi nhà cảm giác "vô cùng... lạnh lẽo".

## Đồn đoán
Trong khoảng thời gian bị bỏ hoang, đã có nhiều đồn đoán khác nhau xung quanh ngôi nhà, cho rằng đây là một ngôi nhà ma. Ngôi nhà cũng thu hút sự chú ý từ dư luận và báo chí với những tin đồn về công trình trong khoảng thời gian dài vì tính đặc biệt của nó khi xuất hiện một căn nhà hoang giữa nơi thủ đô đông đúc, từ đó mọi người "nghĩ ra chuyện ma quỷ nhảm nhí để giải thích" cho việc này. Nhiều người mê tín đã đến đây để thờ cúng, trong khi những người trẻ lại thường xem đây là một địa điểm thú vị để khám phá trải nghiệm và giải trí. Thậm chí, các phóng viên và những người hiếu kỳ cũng đột nhập vào ngôi nhà để tìm hiểu, dù việc này bị coi là trái phép.
Đỉnh điểm của những lời đồn đoán được cho là sau vụ án năm 2009 khi Vũ Thị Kim Anh hạ sát bạn trai ngay trên xe trước ngày Lễ Tình nhân, và nơi diễn ra vụ án là ở cổng sau của ngôi nhà. Một bức ảnh chụp tại căn nhà được đăng tải lên mạng sau đó, cho thấy một bóng trắng ở bên trong ngôi nhà, được cho là ma; điều này đã khiến những đồn đoán về ngôi nhà trở nên lan rộng hơn. Tuy nhiên, có ý kiến suy luận rằng bóng ma trong ảnh chỉ là ánh sáng chiếu vào chiếc cột bên trong ngôi nhà. Nhiều câu chuyện liên quan đến ngôi nhà cũng được truyền tai nhau, như có người quả quyết rằng đã nghe thấy tiếng trẻ con khóc vọng ra từ ngôi nhà này vào lúc nửa đêm hay việc có một ông bảo vệ ngủ lại tại nhà và thấy giường "dựng đứng". Dù vậy, Đại tá Trần Đăng Lâm, nguyên giám đốc Công ty xây dựng Thành An 171 thuộc Binh đoàn 11, lại khẳng định ngôi nhà không hề có ma như những lời đồn đoán. Bảo vệ của ngôi nhà cũng cho biết chưa bao giờ thấy ma quỷ trong ngôi nhà mà chỉ thấy "nhiều đối tượng chích hút, trộm cắp vào đây ngủ nghỉ".

## Sử dụng hiện nay
Từ năm 2016, Cục Phục vụ Ngoại giao đoàn đã ký hợp đồng đo vẽ lại diện tích nhà và đất tại ngôi nhà để phục vụ việc ký hợp đồng mới thay thế hợp đồng cũ trước đó vào năm 1982. Đến ngày 22 tháng 9 năm 2016, đại diện chính phủ của hai nước ký hợp đồng mới và có hiệu lực kể từ ngày 14 tháng 12 năm 2017. Ngày 8 tháng 5 năm 2018, Cục trưởng Cục Phục vụ Ngoại giao đoàn Nguyễn Trắc Bá và Đại biện lâm thời Marinela Milcheva Petkova, Đại sứ quán Bulgaria tại Việt Nam ký biên bản bàn giao và tiếp nhận lại ngôi nhà số 300 Kim Mã. Sau khi tiếp nhận xong, phía Việt Nam tiến hành dọn dẹp sơ bộ lại ngôi nhà và lắp điện. Nhiều hạ tầng trong căn nhà đến thời điểm trên đều đã bị xuống cấp nghiêm trọng.
Trước đó vào năm 1995, một người đàn ông có tên Nguyễn Văn Ngà từng viết thư ngỏ tới Thủ tướng Chính phủ để bày tỏ mong muốn được sử dụng lại ngôi nhà cho một dự án truyền thông cộng đồng, bất chấp sự phản đối từ bạn bè và những lời đồn tiêu cực xoay quanh. Sau này, khi căn nhà được bàn giao lại cho phía Việt Nam, ông cũng đưa ra ý tưởng sử dụng công trình vào mục đích "phát triển cộng đồng". Hiện nay ngôi nhà đang thuộc sự quản lý của Cục Phục vụ Ngoại giao đoàn, Bộ Ngoại giao Việt Nam.